# کامپوسپینوزو
کامپوسپینوزو (به ایتالیایی: Campospinoso) یک کومونه در ایتالیا است که در استان پاویا واقع شده‌است.

## خصوصیات
کامپوسپینوزو ۳٫۷ کیلومترمربع مساحت و ۸۰۰ نفر جمعیت دارد.